# Welcome to the Monkey House (recueil de nouvelles)
Pour l’article homonyme, voir Welcome to the Monkey House (album).
Welcome to the Monkey House est un recueil de nouvelles de Kurt Vonnegut publié par Delacorte en août 1968. Il rassemble 25 nouvelles écrites entre 1951 et 1966.